# Can-Am Duel
Die  Can-Am Duels (früher auch bekannt unter den Namen Budweiser Duels und Gatorade Duels,) sind die Qualifikationsrennen zum Daytona 500, welches die NASCAR Cup Series im Februar auf dem Daytona International Speedway austrägt. Es sind zwei 150 Meilen-Rennen (251 Kilometer), dessen Zieleinläufe die Startreihenfolge des Daytona 500 bestimmen.

## Geschichte
Schon beim ersten offiziellen Daytona 500 im Jahre 1959 wurde die Startreihenfolge durch zwei Kurzrennen festgelegt, welche jeweils 100 Meilen (40 Runden) lang waren. Diese Rennen zählten damals noch zu den normalen Punktrennen und waren somit mitentscheidend für den Ausgang der Meisterschaft. Prämien wurden jedoch separat von den Prämien des Daytona 500 vergeben. Erst 1972 änderte man das Reglement, so dass es Rennen waren für die es keine Punkte gab. Die Prämien wurden jedoch weiterhin separat vergeben.
1968 sollten die Rennen auf 125 Runden verlängert werden, mussten dann jedoch aufgrund von Regen abgesagt werden. 1969 wurde dann das erste Rennen mit einer Länge von 125 Meilen (50 Runden) gefahren. Dadurch veränderte sich die Boxenstrategie, da nun Tankstopps notwendig waren.
Anfang der 1980er Jahre begann der US-Fernsehsender CBS damit die Duelle im Fernsehen zu übertragen. Sie wurden am Vortag des Daytona 500 editiert ausgestrahlt.
Als 1988 die Restrictor Plates, die die Geschwindigkeiten senken sollten, eingeführt wurden, war es für Fahrer wieder möglich ein Rennen ohne Boxenstopp zu beenden. In der Zeit von 1988 bis 2004, dem letzten Jahr, in dem die Distanz von 125 Meilen gefahren wurde, gingen neun Duelle ohne Gelbphase zu Ende und jedes Mal machte der Sieger keinen Boxenstopp.
Ab 2001 wurden die Rennen live im Fernsehen übertragen. Dabei wechselten sich die Sender FOX und NBC jährlich ab.
2005 wurden die Rennen auf 150 Meilen verlängert, was zur Folge hatte, dass jeder Fahrer wieder in die Box kommen musste. Auch das Format wurde leicht verändert und die Duelle erhielten den Namen „Gatorade Duels“.

### 2007
2007 waren die Gatorade Duels, welche erstmals auf dem Sender Speed TV ausgestrahlt wurden, geprägt von Skandalen.
Im Pole-Qualifying, welches am Sonntag vor dem Daytona 500 ausgetragen wurde, fiel auf, dass an den Autos von Scott Riggs (#10) und Elliott Sadler (#19) verbotene Veränderungen gemacht wurden. Beide verloren 25 Punkte in der Fahrer- und Ownerpoints-Wertung. Zudem wurden die Crew Chiefs zu einer Geldstrafe von 25.000 US-Dollar verurteilt und für zwei Rennen gesperrt. Kasey Kahne, der Teamkollege von Riggs und Sadler, sowie Matt Kenseth wurden ebenfalls wegen illegaler Modifikationen bestraft. Da es sich um einen härteren Fall handelte, verloren sie aber gleich 50 Punkte in der Fahrer- und Ownerpoints-Wertung. Zudem wurden die Crew Chiefs zu einer Geldstrafe von 50.000 Dollar verurteilt und für vier Rennen gesperrt.
Drei Tage nach dem Pole-Qualifying, am 14. Februar 2007, wurden David Hyder, der Crew Chief von Michael Waltrip (#55) und Bobby Kennedy, der als „Competition Director“ gleich für alle Fahrzeuge des Teams (#00,#44,#55) verantwortlich war, von NASCAR-Offiziellen von der Strecke geschickt. NASCAR begründete dies damit, dass eine verbotene Substanz in Waltrips Benzin gefunden wurde. Noch am selben Tag gab NASCAR offiziell bekannt, dass Hyder und Kennedy auf unbestimmte Zeit gesperrt sind.
Michael Waltrip (#55) verlor 100 Punkte in der Fahrer- und Ownerpoints-Wertung. Zudem musste er mit dem Ersatzauto im Gatorade Duel antreten, schaffte die Qualifikation aber trotzdem. Hyder musste ein Bußgeld von 100.000 US-Dollar zahlen. Aufgrund der Tatsache, dass dies am Anfang der Saison passiert ist, war Waltrip der erst zweite Fahrer, der eine negative Punktzahl hatte. Erst am 4. Juni 2007 konnte er sich wieder für ein Rennen qualifizieren und seine Punktzahl in den positiven Bereich bringen.
Das erste Gatorade Duel ging an Tony Stewart (#20), der insgesamt 37 Runden führte. Zweiter wurde Dale Earnhardt junior (#8) vor Jeff Burton (#31), dem von der Pole gestarteten David Gilliland (#38) und Denny Hamlin (#11).
Folgende Teilnehmer des ersten Duells qualifizierten sich nicht für das Daytona 500 2007: Ward Burton (#4), Stanton Barrett (#30), Jeremy Mayfield (#36), Bill Elliott (#37), Mike Bliss (#49), James Hylton (#58), Brandon Whitt (#72), Kenny Wallace (#78), A. J. Allmendinger (#84).
Das zweite Gatorade Duel gewann Jeff Gordon (#24), allerdings wurde er nach dem Rennen auf dem 42. Startplatz nach hinten versetzt, weil der Wagen zu niedrig war. Es gab jedoch keine Punkt- oder Geldstrafen. Zweiter wurde Kurt Busch (#2) vor David Stremme (#40), der überraschend auf Platz 3 landete. Auf den Plätzen 4 und 5 folgten Kyle Busch (#5) und Matt Kenseth (#17). Der Rookie Juan Pablo Montoya (#42) führte das Rennen 18 Runden an, musste dann aber mit einem Aufhängungsproblem aufgeben.
Folgende Teilnehmer des zweiten Duells qualifizierten sich nicht für das Daytona 500 2007: Eric McClure (#04), Paul Menard (#15), Mike Skinner (#23), Kirk Shelmerdine (#27), Kevin Lepage (#34), Regan Smith (#39), Frank Kimmel (#71), Derrike Cope (#74), Brian Vickers (#83).

## Format
Noch vor den Gatorade Duels findet das Pole Qualifying statt. Jedes Auto kann in diesem Qualifying zwei Runden fahren, wovon die schnellste zählt. Der schnellste Fahrer ist automatisch für das Rennen gesetzt und kann von der Pole-Position starten. Der zweitschnellste Fahrer ist ebenfalls gesetzt. Er startet in der „Outside Pole“, ist somit das erste Fahrzeug in der äußeren Linie. Alle weiteren Fahrer müssen sich durch die Gatorade Duels qualifizieren. Die beiden direkt qualifizierten Fahrer dürfen aber ebenfalls in den Gatorade Duels starten, so dass sie genauso viel Zeit auf der Strecke haben und nicht benachteiligt werden.

### Ablauf der Duels bis 2005
- Die 14 bestplatzierten Fahrer aus jedem Duell waren für die Daytona 500 gesetzt. Die Top 14 des ersten Duells starteten auf der inneren Linie in den Reihen 2–15, die Top 14 des zweiten Duells auf der äußeren Linie in den Reihen 2–15. In der ersten Reihe standen die beiden Schnellsten des Pole Qualifyings.
- Die Einteilung der Startposition 30 bis 43 hat sich mehrmals geändert. Bis 1995 wurden die Positionen 31 bis 40 von den schnellsten verbliebenen Fahrern des Pole Qualifyings eingenommen. Von 1995 bis 1997 die Positionen 31 bis 38 und von 1998 bis 2003 die Positionen 31 bis 36. Im Jahre 2004 wurde es wieder die Positionen 31 bis 38 zurückgesetzt.
- Die verbleibenden Position wurden durch die bestplatzierten Autos in der Ownerpoints-Wertung des Vorjahres besetzt. Bis 1994 waren dies die Position 41 und 42, von 1995 bis 1997 die Position 39 bis 42 und von 1998 bis 2003 die Position 37 bis 42.
- Der 43. Startplatz wurde für einen nicht qualifizierten ehemaligen Winston-Cup-Champion freigehalten. Befand sich kein ehemaliger Champion außerhalb des gesetzten Feldes, ging diese Position an den nächstbesten Piloten, der nicht qualifiziert war.

### Ablauf der Duels seit 2005
- In den Gatorade Duels werden die Autos nach den „Ownerpoints“ der Vorsaison aufgestellt. Das sind die Punkte, die eine bestimmte Autonummer in der vorherigen Saison geholt hat. Zuerst werden die Autos gesetzt, welche eine Position in den Top 35 hatten. Die Top-35-Teams sind für das Rennen sicher gesetzt. Alle Autos mit einer ungeraden Position starten im ersten Gatorade Duel, alle Autos mit einer geraden Position im zweiten Gatorade Duel.
- Die übrigen Auto, welche nicht innerhalb der Top 35 der Ownerpoints sind, werden danach nach dem gleichen System in die Duels unterteilt.
- Die Startreihenfolge ergibt sich durch die Qualifikationszeiten im „Pole Qualifying“
- Der Schnellste des Pole Qualifyings steht auf der Pole-Position im ersten Duell, der Zweitschnellste auf der Pole-Position im zweiten Duell.
- Die Top 35 der Vorsaison sind sicher für das Daytona 500 qualifiziert unabhängig vom Rennausgang. Für sie geht es nur um die Startposition.
- Die zwei besten Nicht-Top 35 Fahrer aus jedem Duell sind für das Daytona 500 sicher qualifiziert. Die Fahrer des ersten Duells starten auf der inneren Linie, die des zweiten Duells auf der äußeren Linie.
- Die verbliebenen Positionen werden von den schnellsten nicht qualifizierten Nicht-Top 35 Fahrern des Pole Qualifyings eingenommen. So soll verhindert werden, dass ein Fahrer aufgrund eines Unfalls, an dem er womöglich nicht einmal schuldig war, die Qualifikation nicht schafft.

## Alle Gewinner der Can-Am Duels
| Jahr | Duell 1            | Duell 2            |
| ---- | ------------------ | ------------------ |
| 1959 | Bob Welborn        | Shorty Rollins     |
| 1960 | Fireball Roberts   | Jack Smith         |
| 1961 | Fireball Roberts   | Joe Weatherly      |
| 1962 | Fireball Roberts   | Joe Weatherly      |
| 1963 | Junior Johnson     | Johnny Rutherford  |
| 1964 | Junior Johnson     | Bobby Isaac        |
| 1965 | Darel Dieringer    | Junior Johnson     |
| 1966 | Paul Goldsmith     | Earl Balmer        |
| 1967 | LeeRoy Yarbrough   | Fred Lorenzen      |
| 1968 | Rennen abgesagt    | Rennen abgesagt    |
| 1969 | David Pearson      | Bobby Isaac        |
| 1970 | Cale Yarborough    | Charlie Glotzbach  |
| 1971 | Pete Hamilton      | David Pearson      |
| 1972 | Bobby Isaac        | Bobby Allison      |
| 1973 | Buddy Baker        | Coo Coo Marlin     |
| 1974 | Bobby Isaac        | Cale Yarborough    |
| 1975 | Bobby Allison      | David Pearson      |
| 1976 | Dave Marcis        | Darrell Waltrip    |
| 1977 | Richard Petty      | Cale Yarborough    |
| 1978 | A.J. Foyt          | Darrell Waltrip    |
| 1979 | Buddy Baker        | Darrell Waltrip    |
| 1980 | Neil Bonnett       | Donnie Allison     |
| 1981 | Bobby Allison      | Darrell Waltrip    |
| 1982 | Cale Yarborough    | Buddy Baker        |
| 1983 | Dale Earnhardt     | Neil Bonnett       |
| 1984 | Cale Yarborough    | Bobby Allison      |
| 1985 | Bill Elliott       | Cale Yarborough    |
| 1986 | Bill Elliott       | Dale Earnhardt     |
| 1987 | Ken Schrader       | Benny Parsons      |
| 1988 | Bobby Allison      | Darrell Waltrip    |
| 1989 | Ken Schrader       | Terry Labonte      |
| 1990 | Geoff Bodine       | Dale Earnhardt     |
| 1991 | Davey Allison      | Dale Earnhardt     |
| 1992 | Dale Earnhardt     | Bill Elliott       |
| 1993 | Jeff Gordon        | Dale Earnhardt     |
| 1994 | Ernie Irvan        | Dale Earnhardt     |
| 1995 | Sterling Marlin    | Dale Earnhardt     |
| 1996 | Dale Earnhardt     | Ernie Irvan        |
| 1997 | Dale Jarrett       | Dale Earnhardt     |
| 1998 | Sterling Marlin    | Dale Earnhardt     |
| 1999 | Bobby Labonte      | Dale Earnhardt     |
| 2000 | Bill Elliott       | Ricky Rudd         |
| 2001 | Sterling Marlin    | Mike Skinner       |
| 2002 | Jeff Gordon        | Michael Waltrip    |
| 2003 | Robby Gordon       | Dale Earnhardt Jr. |
| 2004 | Dale Earnhardt Jr. | Elliott Sadler     |
| 2005 | Michael Waltrip    | Tony Stewart       |
| 2006 | Elliott Sadler     | Jeff Gordon        |
| 2007 | Tony Stewart       | Jeff Gordon        |
| 2008 | Dale Earnhardt Jr. | Denny Hamlin       |
| 2009 | Jeff Gordon        | Kyle Busch         |
| 2010 | Jimmie Johnson     | Kasey Kahne        |
| 2011 | Kurt Busch         | Jeff Burton        |
| 2012 | Tony Stewart       | Matt Kenseth       |
| 2013 | Kevin Harvick      | Kyle Busch         |
| 2014 | Matt Kenseth       | Denny Hamlin       |
| 2015 | Dale Earnhardt Jr. | Jimmie Johnson     |
| 2016 | Dale Earnhardt Jr. | Kyle Busch         |